# الکساندر والینگ
الکساندر والینگ (انگلیسی: Alexander Wähling؛ زادهٔ ۳۰ مارس ۱۹۹۵) بازیکن فوتبال اهل آلمان است.
از باشگاه‌هایی که در آن بازی کرده‌است می‌توان به باشگاه فوتبال کارلسروهه اشاره کرد.